# Royal Unibrew
Royal Unibrew è un'azienda di bevande con sede a Faxe, in Danimarca. È nata nel 1989 attraverso l'unione dei birrifici Faxe, Ceres e Thor con il nome di Bryggerigruppen. Il birrificio Albani di Odense si unì alla compagnia nel 2000, che assunse il nome attuale nel 2005. È la seconda azienda di bibite più grande in Danimarca con una quota di mercato di circa 25%. È proprietaria di diversi marchi in vari Paesi europei, fra i quali l'italiano Lemonsoda.